# Saint-Firmin (Meurthe i Mosel·la)
Saint-Firmin és un municipi francès situat al departament de Meurthe i Mosel·la i a la regió del Gran Est. L'any 2007 tenia 272 habitants.

## Demografia

### Població
El 2007 la població de fet de Saint-Firmin era de 272 persones. Hi havia 84 famílies, de les quals 28 eren unipersonals (12 homes vivint sols i 16 dones vivint soles), 16 parelles sense fills, 36 parelles amb fills i 4 famílies monoparentals amb fills.
La població ha evolucionat segons el següent gràfic:
Habitants censats

### Habitatges
El 2007 hi havia 93 habitatges, 81 eren l'habitatge principal de la família, 4 eren segones residències i 8 estaven desocupats. 86 eren cases i 7 eren apartaments. Dels 81 habitatges principals, 69 estaven ocupats pels seus propietaris, 10 estaven llogats i ocupats pels llogaters i 2 estaven cedits a títol gratuït; 1 tenia una cambra, 2 en tenien dues, 7 en tenien tres, 17 en tenien quatre i 54 en tenien cinc o més. 68 habitatges disposaven pel capbaix d'una plaça de pàrquing. A 33 habitatges hi havia un automòbil i a 42 n'hi havia dos o més.

### Piràmide de població
La piràmide de població per edats i sexe el 2009 era:
| Homes | Edats   | Dones |
| ----- | ------- | ----- |
| 0     | 95 o +  | 8     |
| 0     | 90 a 94 | 8     |
| 4     | 85 a 89 | 24    |
| 0     | 80 a 84 | 8     |
| 8     | 75 a 79 | 16    |
| 8     | 70 a 74 | 12    |
| 4     | 65 a 69 | 12    |
| 0     | 60 a 64 | 4     |
| 4     | 55 a 59 | 0     |
| 4     | 50 a 54 | 8     |
| 4     | 45 a 49 | 4     |
| 4     | 40 a 44 | 8     |
| 0     | 35 a 39 | 0     |
| 12    | 30 a 34 | 4     |
| 8     | 25 a 29 | 4     |
| 8     | 20 a 24 | 0     |
| 0     | 15 a 19 | 8     |
| 0     | 10 a 14 | 8     |
| 0     | 5 a 9   | 4     |
| 4     | 0 a 4   | 4     |

## Economia
El 2007 la població en edat de treballar era de 129 persones, 98 eren actives i 31 eren inactives. De les 98 persones actives 96 estaven ocupades (51 homes i 45 dones) i 2 estaven aturades (2 dones i 2 dones). De les 31 persones inactives 9 estaven jubilades, 14 estaven estudiant i 8 estaven classificades com a «altres inactius».

### Ingressos
El 2009 a Saint-Firmin hi havia 81 unitats fiscals que integraven 206 persones, la mediana anual d'ingressos fiscals per persona era de 18.779 €.

### Activitats econòmiques
Dels 5 establiments que hi havia el 2007, 4 eren d'empreses de construcció i 1 d'una empresa classificada com a «altres activitats de serveis».
Dels 3 establiments de servei als particulars que hi havia el 2009, 1 era un guixaire pintor i 2 electricistes.
L'any 2000 a Saint-Firmin hi havia 10 explotacions agrícoles que ocupaven un total de 548 hectàrees.

## Poblacions més properes
El següent diagrama mostra les poblacions més properes.